# Gewächshausschmierlaus
Die Gewächshausschmierlaus oder Tomatenwolllaus (Pseudococcus viburni Signoret, 1875) gehört innerhalb der Ordnung der Schnabelkerfe (Hemiptera) zur Familie der Schmier- bzw. Wollläuse (Pseudococcidae). Sie kommt ursprünglich vermutlich aus Südamerika und verursacht Schäden an einer Vielzahl von Pflanzenarten (u. a. Zierpflanzen, Gemüse, Obst). Außerdem ist sie ein Vektor einer Rebvirose, der sogenannten Blattroll-Krankheit im Wein (GRLaV-3).

## Etymologie
Gr. ψευδο- pseudo- ‚falsch‘; gr. κόκκος kokkos ‚Kern‘; lat. viburnum ‚Schneeballstrauch‘ (Viburnum spp.)

## Morphologie
Zwischen den männlichen und weiblichen Gewächshausschmierläusen besteht ein Sexualdimorphismus (deutliche Unterscheidung zwischen geschlechtsreifen männlichen und weiblichen Individuen). Die Art kann nur anhand der adulten Weibchen morphologisch sicher bestimmt werden:
Weibchen

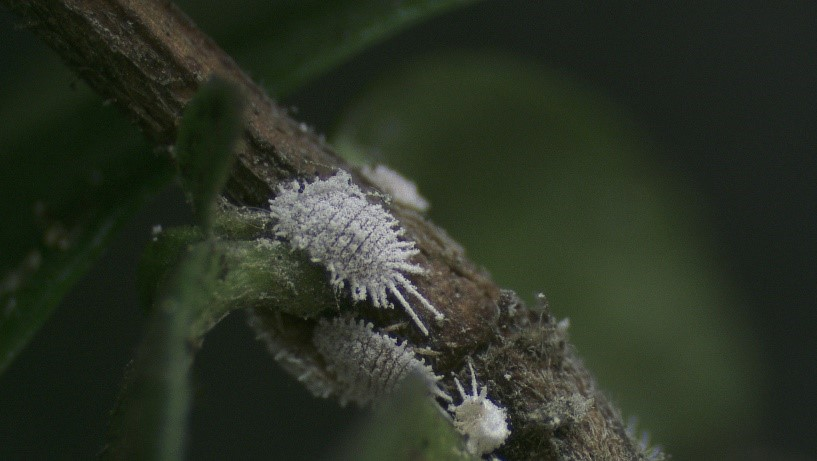
P. viburni Weibchen.

Die adulten Weibchen besitzen eine ovale Form und sind 2,5–5 mm lang. Sie sind mit einer für Schmierläuse typischen mehligen Wachsschicht bedeckt. Das wachsartige Sekret sammelt sich entlang dünner Filamente in Klumpen an und ragt seitlich aus dem Exoskelett der weiblichen Gewächshausschmierläuse heraus. Insgesamt befinden sich am Körper 17 Paare dieser seitlichen Wachsfilamente. Besonders auffällig sind die zwei bis vier außergewöhnlich langen Schwanzfilamente (entsprechen 20–50 % der Körperlänge). Durch die Wachsschicht lässt sich eine leichte rosa bis violette Färbung des Körperinhalts erkennen. Antennen und Beine sind sehr kurz und gelblich gefärbt. Die Flügel fehlen. Die Nymphenstadien des Weibchens ähneln der adulten Schmierlaus.
Männchen

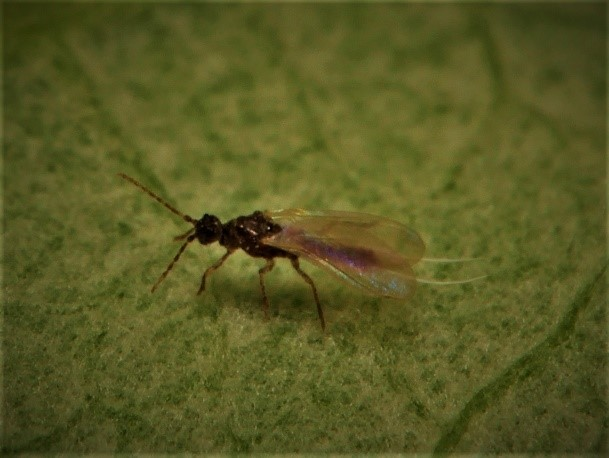
P. viburni Männchen.

Die Männchen durchlaufen 4 Entwicklungsstadien: Im 1. Stadium sind sie nicht von den Weibchen zu unterscheiden. Das 2. Stadium sezerniert einen Kokon aus Wachs. Im 3. Stadium wird das Männchen zu einer Puppe, die sich im 4. Stadium schließlich zur adulten Laus entwickelt. Die adulten Männchen sind ca. 2 mm klein und geflügelt. Sie können aufgrund fehlender Mundwerkzeuge keine Nahrung aufnehmen und dienen lediglich der Befruchtung der Weibchen. Insgesamt erinnert ihr Erscheinungsbild an eine Fliege oder eine parasitische Hymenoptere. Die männliche Laus besitzt nur ein Flügelpaar sowie lange Antennen und zwei auffällige weiße Wachsschwanzfilamente.
Crawler
Die gelblich-braunen Larven (Nymphen, sogenannte "Crawler") sind mobil und zu Beginn ihrer Entwicklung noch nicht mit Wachs überzogen. Im zweiten Nymphenstadium wirken sie dunkler und sind weniger aktiv.
Eier
Die Eier sind orange-gelb und werden unter einer Wachsschicht in sogenannten Eibeuteln oder Eisäcken abgelegt, um sie vor Feinden zu schützen.
Verwechslungsmöglichkeiten
Schmierläuse im Gewächshaus sind schwer zu unterscheiden. P. viburni kann in Deutschland mit der Zitrusschmierlaus (Planococcus citri) verwechselt werden, die häufig an Zierpflanzen auftritt. Im Gegensatz zu P. viburni ist P. citri mit einer weniger dicken Wachsschicht bedeckt und besitzt keine auffälligen Schwanzfäden. Im Gewächshausbereich an Zierpflanzen, z. B. in botanischen Gärten oder Badeanstalten ist außerdem die Langschwänzige Schmierlaus (Pseudococcus longispinus) auffällig. Sie hat deutlich längere Schwanzfäden als P. viburni. Darüber hinaus gibt es seltener auftretende weitere Arten, wie z. B. Ceroputo pilosellae, die in der Regel nur von Spezialisten durch die Anfertigung entsprechender Präparate von adulten weiblichen Individuen unterschieden werden können. Es empfiehlt sich daher bei Problemen z. B. lokale Pflanzenschutzdienste zur Artbestimmung zu konsultieren.
Synonyme
Pseudococcus affinis, Pseudococcus maritimus, Dactylopius viburni, Dactylopius affinis, Dactylopius indicus

## Lebenszyklus und Phänologie
Abhängig von der Temperatur sind im Gewächshaus mehrere überlappende Generationen innerhalb eines Jahrs möglich, typischerweise 2–3 Generationen pro Jahr. Die Männchen bilden im zweiten Nymphenstadium eine Puppe in einem weißen, baumwollartigen Kokon aus und sind als Adulte geflügelt. Die weiblichen Nymphen lassen sich nach dem zweiten Stadium auf einem Blatt nieder, scheiden Wachs aus und erhalten so das typische weißlich-rosafarbene Erscheinungsbild. Nach dem dritten Stadium und der Entwicklung zur Adulten erfolgt die Befruchtung durch die Männchen. Die adulten Weibchen geben ein Sexualpheromon zur Anlockung der geflügelten Männchen ab. Sobald die Paarung stattgefunden hat, wird die Pheromonproduktion eingestellt.
Die Weibchen legen mehrere hundert Eier in eine klebrige Schaummasse aus Wachsfäden, in den sogenannten Eibeutel. Die Weibchen sterben nach der Eiablage und Nymphen schlüpfen nach etwa 5–10 Tagen. Ist die Umgebungstemperatur zu kalt, verweilen die Nymphen im Eibeutel. Außerdem können die Eier unter den Wachsausscheidungen überwintern.
Die Entwicklungsdauer ist stark abhängig von der Temperatur. Das Optimum liegt bei 25 °C (Min. 16 °C, Max. 27 °C). Bei einer Temperatur von 18 °C dauert die vollständige Entwicklung der Weibchen 132 Tage, bei 25 °C 48 Tage. In Deutschland wurde an Trompetenbaum (Catalpa sp.) eine mehrjährige vollständige Überwinterung im Freiland im städtischen Bereich von Heilbronn nachgewiesen. Weitere Nachweise in Deutschland stammen aus Gewächshausanlagen.

## Verbreitung und Verschleppung
Vermutlich hat sich P. viburni ursprünglich in Süd-Zentral-Chile entwickelt und ist nun in weiten Teilen der Welt in Amerika, Europa, im Orient, Afrika und Teilen Ozeaniens verbreitet. Sie bevorzugt kühl-warme gemäßigte Klimazonen. Ende des 19. Jahrhunderts trat P. viburni in Frankreich und Australien auf. In den folgenden Jahren bzw. im frühen 20. Jahrhundert auch in Kalifornien, Südafrika, Italien und England. Anschließend breitete sich P. virbuni in den Nahen Osten aus. Bis heute erweitert sich ihr Verbreitungsgebiet. Inzwischen hat sich P. viburni erfolgreich an verschiedene ökologische Bedingungen angepasst.
P. viburni verbreitet sich aktiv nur in geringem Maße. Für die aktive Verbreitung auf der Wirtspflanze und in der näheren Umgebung sind vor allen Dingen die Crawler verantwortlich. Vögel und Wind tragen die Crawler über weitere Entfernungen. Die passive Verbreitung der Crawler als „Luftplankton“ durch Wind ist über Distanzen von mehreren Kilometern nachgewiesen. Bei einem Massenbefall von Schmierläusen dürfte diese Verbreitungsmöglichkeit von größerer Bedeutung sein. Außerdem ist die anthropogene Verschleppung, d. h. der Transport von befallenem Pflanzenmaterial oder kontaminierten landwirtschaftlichen Geräten ein wichtiger Faktor der Verbreitung.
Stand der Verbreitung in Deutschland
Im Jahr 2010 konnte P. viburni erstmals in Baden-Württemberg im Freiland nachgewiesen werden. Sie tritt durch Pflanzenimporte regelmäßig in Gewächshäusern auf und hat sich im mittleren Neckarraum auch im Freiland angesiedelt. Aktuelle Freilandnachweise nach einer erfolgreichen lokalen Ausrottungsmaßnahme gibt es nicht. Die Überwinterung und Etablierung ist in Deutschland grundsätzlich möglich. Daher wird das Auftreten von P. viburni in Kartierungs- und Prognoseprojekten beobachtet.

## Wirtsspektrum, Schadbild und Relevanz als Krankheitsvektor

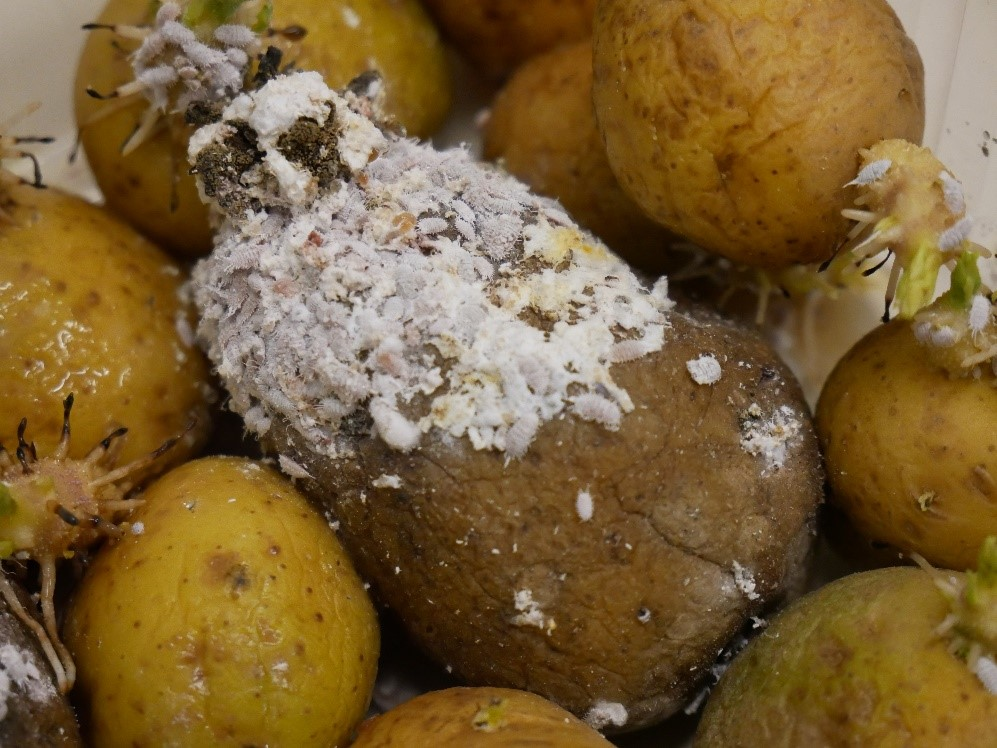
Schadbild von Pseudococcus viburni an Kartoffelknollen in einer Laborzucht.

Die Gewächshausschmierlaus tritt vor allem im Gewächshaus und an Innenraumbegrünung auf und wurde an 296 Wirtspflanzen aus 87 Familien nachgewiesen.
Beispiele:
- Zierpflanzen: Orchideen
- Gemüse: Tomaten
- Obst: Apfel, Pflaume, Birne, Wein, Zitrus

P. viburni kann grundsätzlich an allen Teilen der Wirtspflanze vorkommen. Die Nymphen und Adulten saugen am Phloemsaft der Wirtspflanze und verursachen dadurch direkte Schäden. Befallene Pflanzen zeigen eingeschränktes Wachstum und verformte Blätter, die sich gelb färben und zum Teil abfallen. Sekundäre Schäden werden durch die zuckerhaltigen Ausscheidungen der Gewächshausschmierläuse, dem sogenannten Honigtau, verursacht. Auf diesen Ausscheidungen siedeln sich Rußtaupilze (Capnodiales) an, die vor allem junge Pflanzen schwächen und zum Abwurf unreifer Früchte führen. Des Weiteren werden Ameisen (z. B. Formica spp.) durch den Honigtau angelockt. Sie ernähren sich von dieser Kohlenhydratquelle und schützen die Gewächshausschmierläuse dafür im Gegenzug (mutualistische Symbiose). Außerdem ist der Honigtau eine willkommene Nahrungsquelle für Bienen, Wespen und Schlupfwespen im weiteren Sinne. Eine chemisch-synthetische Bekämpfung von „schädlichen“ Insekten bei Anwesenheit von Bienen ist aus Gründen des Bienenschutzes weitgehend ausgeschlossen. Außerdem ist die Gewächshausschmierlaus ist ein Vektor für Pflanzenviren. In Neuseeland kam es in Weinreben zu Ertragseinbußen von bis zu 60 % durch die Übertragung des Grapevine Leafroll Associated Virus Typ III (GRLaV-3).
Die Gewächshausschmierlaus ist ein weitverbreiteter und bedeutender Schädling an Äpfeln und Birnen in Südafrika. In Chile verursacht sie ein Verlust von über 45 % im Export von Früchten. Ein Befall mit P. viburni führt zur Qualitätsminderung insbesondere bei Zierpflanzen, da die verunreinigten Pflanzen durch die weißen wachsartigen Ausscheidungen nicht mehr vermarktungsfähig sind. Des Weiteren besteht ein Schadpotential an Freilandkulturen, insbesondere im Obst- und Weinbau, da P. viburni ein Vektor für die Blattroll-Krankheit an Wein ist. Das Risiko für eine großflächige Besiedlung des Freilands in Deutschland wird derzeit als gering eingeschätzt, da P. viburni wärmere Gebiete bevorzugt und vermutlich eher flächenbegrenzt auftritt (z. B. Rheingraben, Kaiserstuhl, mittlerer Neckarraum). Diese Einschätzung kann sich im Zuge des Klimawandels zukünftig ändern. Es besteht durch die Nymphen als einziges Verbreitungsstadium grundsätzlich eine eher geringe Möglichkeit für die natürliche Ausbreitung. Diese erhöht sich jedoch durch das breite Wirtsspektrum. Ein wahrscheinliches Ausbreitungsszenario wäre z. B. durch den Verkauf von Kräutern oder Zierpflanzen aus betroffenen Gewächshausbetrieben. Daher sollte ein lokalisierter Befall konsequent bekämpft werden.

## Befallsvermeidung und chemisch-synthetische Bekämpfungsmaßnahmen
Die Bekämpfung mit chemisch-synthetischen Pflanzenschutzmitteln ist schwierig und oftmals ineffektiv, da P. viburni sehr versteckt lebt und meistens über die ganze Pflanze verstreut auftritt. Eine kommerziell verfügbare Pheromonfalle für ein Monitoring des Flugs der Männchen gibt es nicht, obwohl Lockstoffe der Weibchen bekannt sind. Daher ist man bei der Beobachtung auf visuelle Kontrollen angewiesen.
Präventive Maßnahmen:
- Schmierlaus-freies Pflanzmaterial verwenden (Pflanzenpass)
- Räumliche Trennung und Beschneiden des Bestands, sodass sich benachbarte Pflanze nicht berühren
- Befallene Pflanzenteile sollten entfernt und entsorgt werden
- Reinigung der verwendeten Geräte
- Frühwarnsysteme verwenden bzw. Überwachung der Gewächshausschmierlaus-Populationen mittels Pheromonfallen (derzeit noch nicht verfügbar, Stand: 2020)
- Schulungen zur Erkennung der Gewächshausschmierlaus, Merkblätter von Pflanzenschutzdiensten
- Artbestimmung bei ungewöhnlich starkem Schmierlaus -Befall von Experten durchführen lassen

## Biologische Bekämpfung und natürliche Gegenspieler
Neben räuberischen Nutzarthropoden, wie Florfliegenlarven (Chrysoperla carnea) oder dem Australischen Marienkäfer (Cryptolaemus montrouzieri), werden zur biologischen Bekämpfung von P. viburni sogenannte Parasitoide eingesetzt. Die Gewächshausschmierlaus wird von bekannten parasitoiden Hymenopteren (Schlupfwespen) parasitiert. Unter anderem von der Erzwespe Acerophagus (Pseudaphycus) maculipennis, die in Australien, Neuseeland, Georgien und in Frankreich zur Bekämpfung eingesetzt wurde. In Kalifornien wurde dagegen die Art Acerophagus flavidulus nachgeführt. Beide Arten stammen vermutlich aus Chile oder Argentinien.

## Regulierung im Rahmen der Pflanzengesundheit
P. viburni ist in Deutschland nicht als problematisches Neozoon und in Europa nicht als Quarantäneorganismus gelistet. Dennoch handelt es sich um eine wirtschaftlich relevante Art, die hohe wirtschaftliche Schäden verursachen kann. Daher sollten Vorkommen den Pflanzenschutzdiensten bzw. dem Julius-Kühn-Institut gemeldet werden, um lokales Auftreten vor allem im Freiland rechtzeitig auszurotten. Für den Pflanzenhandel gelten zunehmend strengere Richtlinien bei der Einfuhr (Pflanzenpass), um Einschleppungen solcher Schadorganismen zu verhindern.